# کئو
کِئو (KEO)، یک کپسول زمان است که ابتدا قرار بود در سال ۲۰۰۳ به فضا پرتاب شده و پیام‌های ساکنان کنونی زمین را با خود به فضا برده و بعد از ۵۰٬۰۰۰ سال دوباره با بازگشت به اتمسفر زمین، آن را به انسان‌های آینده برساند. پرتاب آن چندین‌بار به تأخیر افتاد و بعد از برنامه‌ریزی برای پرتاب در سال ۲۰۰۶، ۲۰۰۸، ۲۰۱۱، ۲۰۱۲ و ۲۰۱۷، سرانجام پرتاب آن را تا سال ۲۰۱۹ به تعویق انداختند. این کپسول، فضایی کروی با قطر ۸۰ سانتی‌متر دارد و در آن افزون‌بر پیام‌های افراد، چندین دانشنامه به عنوان دسترنج علمی بشر به همراه یک الماس شامل نمونهٔ خون انسان و نیز مقادیری از آب، خاک و هوای زمین قرار خواهد گرفت. در داخل آن نقشۀ کرهٔ زمین حکاکی شده و با لایه‌های مختلف آلومینیوم، تیتانیوم و محافظ‌های گرمایی پوشیده شده‌است.
پیام‌ها روی مواد خاصی شبیه به دی‌وی‌دی به صورت سورس نوشته شده‌اند که توسط تست‌های سنگین بر روی آن به‌طور کامل آزمایش شده. این پروژه توسط یونسکو نیز حمایت شده‌است.

## پیام‌ها
همگان می‌توانند پیامی برای آیندگان در این ماهواره قرار بدهند. مهلت ارسال پیام تا ۳۱ دسامبر ۲۰۰۹ بوده که تا پایان سال ۲۰۱۶ و سپس پایان ۲۰۱۸، تمدید شده‌است؛ بااین‌وجود در حال حاضر، ارسال متن به این وبگاه تا پایان سال ۲۰۱۸ تمدید و تاریخ احتمالی پرتاب ماهواره کئو در سال ۲۰۱۹ می‌باشد. هرکس می‌تواند با ورود به وب‌گاه ویژهٔ آن نامه و پیام خود را به آیندگان بنویسد.
این ماهواره ظرفیت آن را دارد تا از هر یک از ۶ میلیارد بشر روی زمین (جمعیت مردمان زمین در سال ۲۰۰۹)، پیامی چهار صفحه‌ای را همراه خود ببرد. بر پایهٔ گفتهٔ سازمان‌دهندگان برنامه، این پیام‌ها بدون هیچگونه سانسور و تغییری در این کپسول قرار داده خواهند شد. پس از پرتاب ماهواره، این پیام‌ها بدون ذکر نام پیام‌گذار بر روی اینترنت قرار داده خواهند شد.